# 9. Division (Japanisches Kaiserreich)
Die 9. Division (jap. 第9師団, Dai-ku Shidan) war eine Division des Kaiserlich Japanischen Heeres, die von 1898 bis 1945 bestand. Ihr Tsūshōgō-Code (militärischer Tarnname) war Krieger-Division (武兵団, Take-heidan) bzw. 1515 bzw. 1573.

## Allgemeine Daten
Die 9. Division war die dritte neu gegründete Division, nachdem 1888 auf Empfehlung des preußischen Militärberaters Jakob Meckel die ersten Divisionen des Kaiserlich Japanischen Heeres aus den seit 1871 bestehenden sechs regionalen Kommandos gebildet worden waren. Zuständig für Kanazawa lag das Hauptquartier der ca. 15.000 Mann starken Division in der Präfektur Ishikawa.

## Geschichte der Einheit
Am 1. Oktober 1898 wurde sie als Karree-Division aus der 6. Brigade (7. und 35. Infanterie-Regiment) und 18. Brigade (19. und 36. Infanterie-Regiment), dem 9. Kavallerie-Regiment und dem 9. Gebirgsartillerie-Regiment aufgestellt.
Während des Russisch-Japanischen Krieges 1904–1905 unterstand die Division der 3. Armee unter dem Kommando von Generalleutnant Ōshima Hisanao. Nach der siegreichen Ende der Belagerung nahm sie noch an der Schlacht von Mukden teil.
Von 1918 bis 1922 war die 9. Division an der Sibirischen Intervention beteiligt. Sie war Teil der Entente-Mächte, die die Weiße Armee im Russischen Bürgerkrieg gegen die bolschewistische Rote Armee unterstützten. Im Zuge der Operation wurden alle Häfen und größeren Städte in der russischen Provinz Primorje und Ostsibirien besetzt. Angesichts des Rückzuges ihrer Alliierten und der hohen Kosten zogen sich die japanischen Soldaten im Oktober 1922 ebenfalls zurück.
1931 nahmen Teile der Division am Jinan-Zwischenfall teil.
Im Zweiten Weltkrieg war sie u. a. der 32. Armee unterstellt und auf Okinawa stationiert, wurde jedoch kurz vor der Schlacht um Okinawa nach Taiwan verschifft. Da die Alliierten Taiwan umgingen überstand die 9. Division den Zweiten Weltkrieg, ohne in Kämpfe verwickelt gewesen zu sein.

## Gliederung

### 1898
- 6. Brigade
  - 7. Infanterie-Regiment
  - 35. Infanterie-Regiment
- 18. Brigade
  - 19. Infanterie-Regiment
  - 36. Infanterie-Regiment
- 9. Kavallerie-Regiment
- 9. Gebirgsartillerie-Regiment

### Zu Kriegsende 1945
- 7. Infanterie-Regiment
- 19. Infanterie-Regiment
- 35. Infanterie-Regiment
- 9. Gebirgsartillerie-Regiment
- 9. Pionier-Regiment
- 9. Fernmelde-Regiment

## Führung
Divisionskommandeure
- Oshima Hisanao Generalleutnant: 1. Oktober 1898 – 6. Juli 1906
- Tsukamoto KatsuYoshimi Generalleutnant: 6. Juli 1906 – 21. Dezember 1908
- Kamio Mitsuomi Generalleutnant: 21. Dezember 1908 bis 26. Dezember 1912
- Kawamura Sogoro Generalleutnant: 26. Dezember 1912 – 18. März, 1916 Tod
- Hashimoto Katsutaro Generalleutnant: 24. März 1916 – 25. Juli 1919
- Matsuura Hiroshi, Generalleutnant: 25. Juli 1919 – 24. November 1922
- Hoshino Shosaburo Generalleutnant: 24. November 1922 – 1. Mai 1925
- Itami Matsuo Generalleutnant: 1. Mai 1925 – 26. Juli 1927
- Nagai Rai, Generalleutnant: 26. Juli 1927 – 22. Dezember 1930
- Ueda Kenkichi Generalleutnant: 22. Dezember 1930 – 1. September 1932
- Aramaki Yoshikatsu Generalleutnant: 1. September 1932 – 1. August 1934
- Toyama Toyozo Generalleutnant: 1. August 1934 – 2. Dezember 1935
- Yamaoka Juko, Generalleutnant: 2. Dezember 1935 – 1. Dezember 1936
- Hasunuma Shigeru, Generalleutnant: 1. Dezember 1936 – 26. August 1937
- Yoshizumi Ryosuke Generalleutnant: 26. August 1937 – 1. Dezember 1939
- Higuchi Kiichirō Generalleutnant: 1. Dezember 1939 – 1. August 1942
- Hara Mamoro, Generalleutnant: 1. August 1942 – 7. April 1945
- Tasaka Yasohachi, Generalleutnant: 7. April 1945 – September 1945